# Liste des rois de Karthli
La liste des rois de Karthli reprend les souverains de ce royaume depuis la division officielle du royaume de Géorgie en 1490. Avant cette date, certains monarques géorgiens dirigent le seul Karthli (Géorgie centrale) mais se considèrent roi de Géorgie. En 1490, un conseil national officialise la division du pays en trois entités indépendantes : Karthli, Kakhétie et Iméréthie.
Les rois de Karthli, même s'ils ne prétendent pas régner sur d'autres territoires que ceux qu'ils contrôlent, ont la titulature de « roi des Abkhazes, des Kartvels, des Rans, des Kakhs et des Arméniens; Chirvanshah et Shahanshah ».

## Liste des rois
(Tous ces rois appartiennent à la dynastie des Bagratides. La numérotation des rois de Karthli continue celle des rois de Géorgie.)
| Rang | Portrait      | Nom                                                                    | Début de règne    | Fin de règne      | Notes |
| --- | ------------- | ---------------------------------------------------------------------- | ----------------- | ----------------- | --- |
| 1 |               | Constantin II (1447 – 27 avril 1505)                                   | 1490              | 27 avril 1505     | Dernier roi de jure de Géorgie, il est contraint d'accepter la division du royaume en 1490. |
| 2 |               | David X († 1526)                                                       | 27 avril 1505     | 1525              | Vassal des Séfévides en 1518. Abdique et entre dans les ordres monastiques en 1525. |
| 3 |               | Georges IX                                                             | 1525              | 1534              | Fils de Constantin II. Abdique et entre dans les ordres monastiques en 1534. |
| 4 |               | Louarsab Ier (1502/9 - 1556)                                           | 1534              | 1556              | Fils de David X. Passe son règne à combattre les Séfévides et est tué en 1556 durant une bataille. |
| 5 |               | Simon Ier Sultan Mahmoud Khan (1537 - 1611)                            | 1556              | 1569              | Perd le contrôle de la Basse Kartlie et de Tbilissi en 1562. Capturé en 1569 par les Persans. |
| 6 |               | David XI Daoud Khan                                                    | 1569              | 1578              | Anti-roi en Basse Kartlie à partir de 1562. Reconnu roi vassal des Séfévides en 1569, mais ne contrôle pas le nord du pays, qui est aux mais de Vakhtang Ier de Moukhran. Perd le soutien perse en 1578 et s'exile en Turquie.                                                     |
| 7 |               | Simon Ier Shah Navaz Khan Ier (1537 - 1611)                            | 1578              | 1599              | Replacé sur le trône par la Perse. Est capturé par les Turcs et emprisonné à Constantinople en 1599. |
| 8 |               | Georges X († 1605)                                                     | 1599              | 1605              | S'allie avec la Perse en 1603 mais meurt dans des circonstances mystérieuses en 1605. |
| 9 | Louarsab II   | Louarsab II (1595 - 21 juin 1622)                                      | 1605              | 1615              | Reçoit le trône du Shah Abbas Ier mais passe le reste de son règne à combattre les Ottomans, aussi bien que les Séfévides. Capturé par les Persans en 1615. |
| 10 |               | Bagrat VII Khan (1569 - 1619)                                          | 1615              | 1619              | Fils de David XI. Roi vassal des Séfévides, il ne contrôle le nord chrétien que de jure. |
| 11 |               | Simon II Semayoun Khan (v.1610 - 1629)                                 | 1619              | 1629              | Vassal des Séfévides. Comme son prédécesseur, ne contrôle pas le nord, aux mains de Bagrat II de Moukhran, et est tué en 1629. |
| 12 | Teimouraz Ier | Teïmouraz Ier (1587 - 1663)                                            | 1629              | 1633              | Conquis le trône à partir de 1625. Également roi de Kakhétie depuis 1623, laisse la régence du Karthli à Georges Saakadzé, qui tente d'usurper le pouvoir jusqu'à sa défaite en 1626. Unifie le Karthli en 1629 mais doit affronter l'envahisseur séfévide qui le détrône en 1633. |
| 13 | Rostom        | Rostom (1567 - 17 novembre 1658)                                       | 1633              | 17 novembre 1658  | Officiellement titré Vali du Gourdjistan par les Séfévides. Unifie le Karthli et la Kakhétie entre 1648 et 1656. |
| 14 |               | Vakhtang V Shah Navaz Khan II (1618 - septembre 1675)                  | 17 novembre 1658  | septembre 1675    | Porte le titre de Vali du Gourdjistan. Vassal des Séfévides, cette situation l'empêche d'unifier la Géorgie. |
| 15 | Georges XI    | Georges XI Shah Navaz Khan III († 16/23 avril 1709)                    | septembre 1675    | 1688              | Vassal des Séfévides. Est renversé par la Perse pour avoir tenté de détrôné le gouverneur persan de Kakhétie. |
| 16 | Héraclius Ier | Héraclius Ier Nazar Alī Khan (1642 - 1709)                             | 1688              | 1692              | Vassal des Séfévides, se convertit à l'Islam pour se faire reconnaître roi. Perd la faveur du Shah en 1692. |
| 17 | Georges XI    | Georges XI Shah Navaz Khan III († 16/23 avril 1709)                    | 1692              | 1695              | Revient en grâce auprès du Shah et est replacé sur le trône comme Vali du Gourdjistan. Gagne une popularité à la cour impériale de Ispahan et est rappelé en 1695. |
| 18 | Héraclius Ier | Héraclius Ier Nazar Alī Khan (1642 - 1709)                             | 1695              | 1703              | Retourne au pouvoir en 1695, toujours comme vassal des Séfévides. Est une nouvelle fois remplacé par Georges XI en 1703. |
| 19 | Georges XI    | Georges XI Shah Navaz Khan III († 16/23 avril 1709)                    | 1703              | 16/23 avril 1709  | Troisième règne. Également vice-roi de Kandahar et chef de l'armée iranienne en Afghanistan. Est tué par les indépendantistes afghans en 1709. |
| 20 |               | Léon Shah Qouli Khan (1660 - 13 juillet 1709)                          | 16/23 avril 1709  | 13 juillet 1709   | Régent du royaume pour Georges XI jusqu'à la mort de celui-ci. Ne peut profiter de son règne et meurt peu après son couronnement à Ispahan. |
| 21 |               | Kaïkhosro (1674 - 27 septembre 1711)                                   | 13 juillet 1709   | 27 septembre 1711 | Jamais couronné et n'assure que le contrôle de jure du royaume. Sert en réalité de gouverneur militaire d'Afghanistan et est tué par les séparatistes afghans en 1711. |
| 22 |               | Vakhtang VI (15 septembre 1675 - 26 mars 1737)                         | 27 septembre 1711 | mars 1714         | Dirigeant de facto depuis 1703. Refuse de se convertir à l'Islam et est détrôné par la Perse en 1714. |
| 23 |               | Jessé Ier Ali-Qouli Khan (1680/1 - 1727)                               | mars 1714         | juin 1716         | Converti à l'Islam et est confirmé comme Vali du Gourdjistan à la place de son frère. Est remplacé par ce dernier quand celui-ci devient musulman. |
| 24 |               | Vakhtang VI Houssain Qouli Khan (15 septembre 1675 - 26 mars 1737)     | juin 1716         | mai 1723          | Retourne sur le trône sous le nom de Houssain Qouli Khan. Tente d'établir des relations avec l'Europe et la Russie et est puni par la Perse pour cette raison. Détrône en 1723 et s'exile en Russie en 1724.                                                                       |
| 25 |               | Constantin III Mahmoud Qouli Khan († 28 décembre 1732)                 | mai 1723          | 1723              | Supporté par la Perse mais ne contrôle pas le nord du royaume. Évincé par les Turcs quelque temps après son avènement. |
| 26 |               | Bakar Ier Ibrahim Pacha (11 juin 1699/7 avril 1700 - 1er février 1750) | 1723              | 1724              | Anti-roi contre Constantin III et roi unique à l'aide des Turcs. Doit renoncer au trône et laisser le royaume à son oncle Jessé Ier. |
| 27 |               | Jessé Ier Moustapha Pacha (1680/1 - 1727)                              | 1724              | 1727              | Vassal des Ottomans. À sa mort, le royaume est provisoirement aboli. |
| 1727 - 1736 : Ishaq Ier Jakéli, Pacha d'Akhaltsikhe, devient gouverneur du Karthli pour le compte des Ottomans. |               |                                                                        |                   |                   | |
| 28 |               | Artchil II Abdallah Beg                                                | 1736              | 1737              | Porté au pouvoir par les Ottomans. Obligé d'abdiquer à la suite de l'invasion persane de 1737. |
| 1737 - 1744 : Sephi Khan est nommé gouverneur de Karthli par Nadir Shah.                                        |               |                                                                        |                   |                   | |
| 29 |               | Tamar II (1697 - 12 avril 1746)                                        | 1744              | 12 avril 1746     | Placée sur le trône par Nadir Shah. |
| 30 | Teimouraz II  | Teïmouraz II (1680 - 8 janvier 1762)                                   | 12 avril 1746     | 8 janvier 1762    | Succède à son épouse en 1746. Se rapproche de la Russie et se sépare de la Perse. À sa mort, le Karthli est intégré au royaume de Kartl-Kakhétie. |

## Autres

### Sources
- Cyrille Toumanoff, Les dynasties de la Caucasie chrétienne de l'Antiquité jusqu'au XIXe siècle : Tables généalogiques et chronologiques, Rome, 1990, p. 526-527.
- Nodar Assatiani et Alexandre Bendianachvili, Histoire de la Géorgie, Paris, l'Harmattan, 1997, 335 p. [détail des éditions] (ISBN 2-7384-6186-7, présentation en ligne).
- Marie-Félicité Brosset dit Brosset « Jeune », Chronique géorgienne, Société royale asiatique de France, Paris, 1830 (lire ce livre avec Google Books : ).